# Sévigné (krater)
Sévigné är en nedslagskrater med en diameter på 29 kilometer, på planeten Venus. Sévigné har fått sitt namn efter författaren Marie de Rabutin Chantal de Sévigné.